# Dorfkirche Vehlen

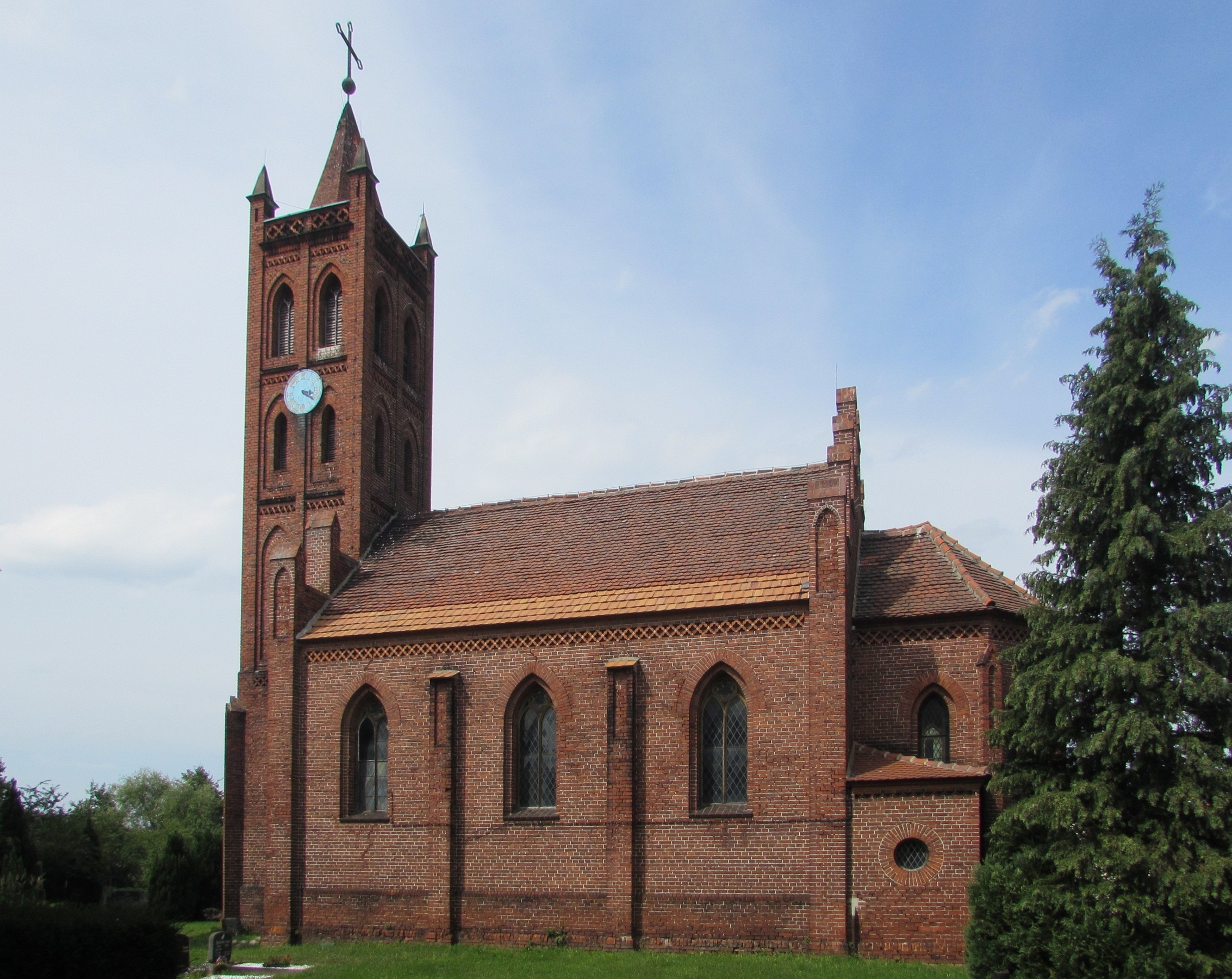
Ansicht der Kirche Vehlen von Süden

Die Dorfkirche Vehlen ist eine evangelische Kirche im Ortsteil Vehlen in der Gemeinde Bensdorf im Westen des Landes Brandenburg. Die Saalkirche, seit den späten 1990er Jahren als Baudenkmal ausgewiesen, gehört zum Pfarramt Wusterwitz des Kirchenkreises Elbe-Fläming der Evangelischen Kirche in Mitteldeutschland.

## Geschichte
Die Vehlener Dorfkirche in der Bergstraße wurde um das Jahr 1850 aus roten Klinkern einer Schlagenthiner Ziegelei im Stil der Neugotik errichtet. Aufgrund der verwendeten Formen ordnen Baufachleute den Kirchenbau dem Umfeld Friedrich August Stülers zu.
Zu Beginn des 21. Jahrhunderts konnte das Äußere des Gotteshauses umfangreich restauriert werden, die Arbeiten hatte die Kirchenleitung der Firma Masche-Bau aus dem Schaumburger Land übertragen.

## Bauwerk
Die Kirche ist deutlich sichtbar in drei Baukörper unterteilt: Kirchturm, Kirchenschiff und Chor mit einer polygonalen Apsis. Das Schiff hat nach Norden und Süden jeweils drei hohe einfach abgestufte Spitzbogenfenster, die mit schlichten Bleiverglasungen zugesetzt sind. Zwischen den Fenstern gibt es jeweils Pilaster als vertikale Strukturelemente. Nach Westen und Osten bilden Staffelgiebel die Abschlüsse des Schiffs. Die Ecken der einzelnen Stufungen sind mit turmartigen Zinnen vertikal verlängert. Die Apsis hat fünf Spitzbogenfenster mit einfacher Bleiverglasung von einem farbigen Rand gefasst, nur im mittleren Fenster ist ein Kreuz dargestellt. Die Sakristei mit Predigerportal befindet sich in den Ecken zwischen Schiff und Chor. 
Der Kirchturm mit einem quadratischen Grundriss ist vierstöckig mit spitzbogigen Fenstern und Ochsenaugen. Zwischen dritter und vierter Etage ist eine Kirchturmuhr mit einem Zifferblatt auf der Südseite eingefügt. Das Portal führt in die Vorhalle im Kirchturmbereich. Es ist als Blende spitzbogig und einfach gestuft und enthält eine zweiflüglige Tür, die in den oberen Ecken einfach gestuft ist, wobei die jeweils unteren der beiden Stufen abgerundet sind. Über der Tür in der Blende prangt ein in den Putz eingearbeitetes Kreuz. Die spitzbogigen Schallöffnungen des Turms in den beiden oberen Stockwerken sind in größere spitzbogige Blenden eingearbeitet. Die beiden oberen Stockwerke weisen als vertikale Elemente Lisenen auf. Die Ecklisenen sind mit türmchenartigen Zinnen vertikal über die Traufe des Turms verlängert. Zwischen den Zinnen befindet sich eine imitierte steinerne Brüstung. Horizontal läuft ein Fries etwas unterhalb der Traufe des Kirchendachs um den Kirchenbau. Weitere derartig gestaltete Friese trennen die oberen Stockwerke des Turms optisch ab. Der achteckige spitze Turmhelm wird zentral mit Turmkugel und Turmkreuz abgeschlossen. Die Dächer sind in erster Linie mit roten Biberschwänzen eingedeckt, die unteren Reihen des Daches des Schiffs mit Hohlpfannen.

## Innenausstattung

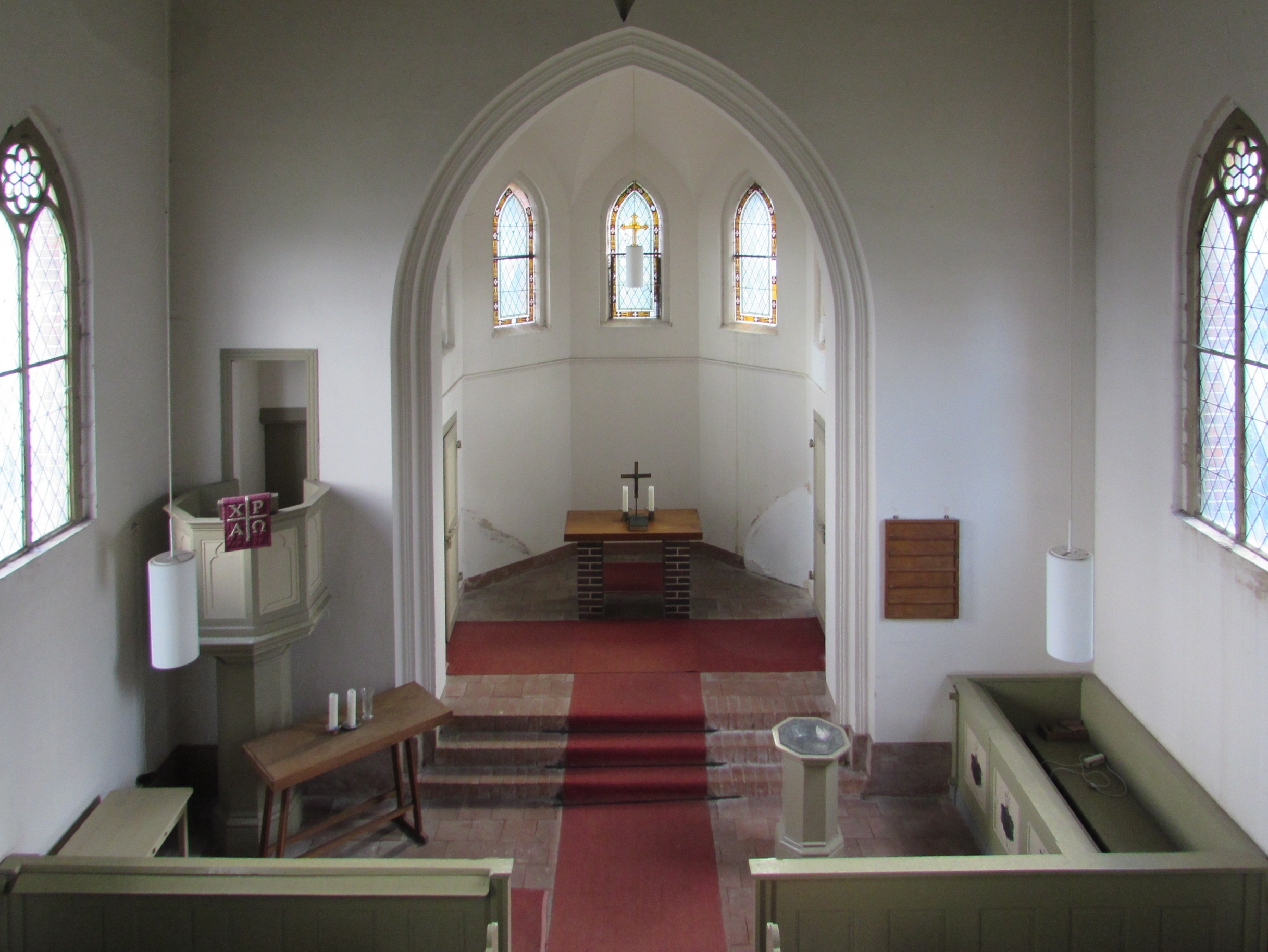
Blick vom Hauptschiff nach Osten in die Apsis

Das Innere der Kirche ist schlicht gehalten. Der Altar in der polygonalen Apsis ist schmucklos. Dieser Bereich ist um drei Stufen erhöht und mittels eines spitzbogigen Triumphbogens zum Hauptschiff abgesetzt. Die Kanzel befindet sich an der nördlichen Ostwand des Schiffs, ihr gegenüber, an Südseite ist das Patronatsgestühl aufgestellt. Davor steht ein achteckiges einfaches Taufbecken. Die Decke ist als hölzerne Kassettendecke gestaltet. Auf einer Westempore befindet sich eine Orgel.